# Dan Burn
Daniel Johnson „Dan“ Burn (* 9. Mai 1992 in Blyth) ist ein englischer Fußballspieler. Der groß gewachsene Innenverteidiger war zunächst in unteren Spielklassen in Aufstiegsmannschaften wie Yeovil Town und Wigan Athletic, bevor er im August 2018 zum Erstligisten Brighton & Hove Albion wechselte. Seit Januar 2022 spielt er für Newcastle United. 

## Karriere

### FC Darlington
Burn wuchs im Nordosten Englands auf und war Anhänger von Newcastle United sowie speziell von Alan Shearer. In der Region war er als Jugendspieler von Newcastle United aktiv sowie für die lokal ansässigen Teams New Hartley, Blyth Town und Blyth Spartans. Für den zuletzt genannten Klub spielte er auch, als er im Alter von 16 Jahren einem Talentscout des FC Darlington auffiel. Burn, der gerade angefangen hatte, auf Teilzeitbasis für die Supermarktkette ASDA zu arbeiten, unterzeichnete im Juli 2009 den ersten Profivertrag in Darlington.
Der damalige Viertligist litt unter großen finanziellen Problemen und Burn wurde im Verlauf der Saison 2009/10 in den stark ausgedünnten Kader der ersten Mannschaft befördert. Am 12. Dezember 2009 gab er per Einwechslung in der 19. Minute gegen Torquay United sein Debüt, das in ein deftiges 0:5 mündete. Auch seine weiteren drei Auftritte endeten mit Niederlagen sowie die Spielzeit mit dem Abstieg als Tabellenletzter. Burn wurde daraufhin für den Rest des Kalenderjahrs 2010 in die Akademie des Vereins zurückversetzt, aber im Januar 2011 berief ihn Trainer Mark Cooper wieder in die erste Mannschaft. Bei den zehn Fünftligaeinsätzen wusste er dann nicht nur Cooper zu gefallen, sondern war plötzlich auch im Fokus prominenterer Klub, darunter beim damaligen Erstligisten FC Fulham. Im April 2011 wechselte der kopfballstarke Innenverteidiger schließlich in die britische Hauptstadt.

### FC Fulham
In Fulham war Burn in der Saison 2011/12 Teil der Reservemannschaft unter Billy McKinlay. Ende September 2012 lieh ihn Fulham für zunächst einen Monat an den Drittligisten Yeovil Town aus. Der erste Einsatz am 25. September 2012 verlief gegen Preston North End turbulent, als Burn ein Eigentor unterlief und er nur eine Minute später „auf der anderen Seite“ zum 2:3-Endstand verkürzte. In der Folgezeit etablierte sich der Neuzugang in Yeovils Mannschaft und das Leihgeschäft wurde zweimal verlängert – letztlich bis zum Ende der Spielzeit. Diese wurde mit einem großen Erfolg gekrönt, als Burn mit Yeovil das Playoff-Endspiel zum Aufstieg in die zweite Liga erreichte. Dort schoss Burn ein Tor zum 2:1-Erfolg gegen den FC Brentford und sicherte so dem Klub den erstmaligen Zugang zur zweiten Liga in der Vereinsgeschichte.
Nach seiner Rückkehr unterzeichnete Burn einen neuen bis 2015 datierten Vertrag in Fulham. Zudem wurde er erneut ausgeliehen, nunmehr an den Zweitligisten Birmingham City. Dort war er in 24 Meisterschaftspartien eine feste Größe, bevor er am 2. Januar 2014 ein weiteres Mal zurückberufen wurde. Zwei Tage später kam er im FA Cup auch für die „Cottagers“ zu seinem ersten Einsatz und zwei Wochen später folgte der erste Auftritt in der Premier League gegen den FC Arsenal (0:2). Nach einer Handvoll weiterer Bewährungsmöglichkeiten setzte ihn eine Muskelverletzung mehr als einen Monat außer Gefecht, bevor er bei einer 1:4-Niederlage gegen Stoke City sein Comeback gab, das jedoch den Abstieg des Vereins in die zweite Liga besiegelte. Obwohl er in der anschließenden Saison 2014/15 zeitweise die Mannschaft als Kapitän anführte und im Januar 2015 einen um ein Jahr verlängerte Vertrag bis 2016 unterzeichnete, fand sich Burn häufiger auf der Ersatzbank wieder und bestritt lediglich 22 Pflichtspiele. Erst unter dem neuen Trainer Slaviša Jokanović wurde Burn wieder zu einer festen Größe in der Abwehrmitte. Da er als wichtiger Faktor auf dem Weg zum Klassenerhalt angesehen wurde, beabsichtigte Fulham zunächst einen neuen Vertrag für Burn. Schließlich endete das Engagement jedoch im Sommer 2016, nachdem ein Transferbegehren zu Sheffield United im Januar 2016 noch abgelehnt worden war.

### Wigan Athletic
Nächste Station war der Zweitligaaufsteiger Wigan Athletic. Dort unterschrieb Burn einen Dreijahresvertrag und in der Saison 2016/17 ragte er aus einer Mannschaft, die um den Klassenerhalt kämpfte, positiv heraus. Am Ende gewann er die vereinsinterne Wahl zum besten Spieler, stieg aber mit seinen Mannen in die dritte Liga ab. Auf direktem Weg gelang im Jahr darauf die Rückkehr in die zweite Liga als Meister der EFL League One. Burn verpasste nur eine von 46 Ligapartien und erzielte fünf Tore – und damit mehr als in seiner gesamten Laufbahn zuvor. Im August 2018 verkündete der Erstligist Brighton & Hove Albion die Unterzeichnung eines Vierjahresvertrags mit Burn, der im Gegenzug noch bis Januar 2019 auf Leihbasis in Wigan weiterbeschäftigt wurde.

### Brighton & Hove Albion
Der erste Einsatz für Brighton war Ende Januar 2019 im FA Cup gegen West Bromwich Albion (0:0). In der Premier League feierte Burn seine Premiere für die „Seagulls“ am ersten Spieltag der Saison 2019/20 beim FC Watford als Teil einer Dreierabwehrkette an der Seite von Lewis Dunk und Shane Duffy.

## Titel/Auszeichnungen
Titel
• Ligapokalsieger: 2024/25
Persönliche Ehrungen
- PFA Team of the Year: 2017/18 (League One)